# 漢娜·瑞奇 (資料科學家)
漢娜·瑞奇（英語：Hannah Ritchie，1993年—）是一名蘇格蘭資料科學家，牛津大學牛津馬丁學院高級研究員，也是「Our World in Data」的研究負責人。她的研究涉及全球糧食系統評估和COVID-19疫情數據視覺化。她的第一本書《第一代》（The First Generation）即將由Chatto & Windus出版。

## 早年生活和教育
瑞奇曾在愛丁堡大學接受環境科學訓練。她獲得環境地球科學本科學位和碳管理碩士學位。她留在蘇格蘭攻讀博士學位，研究營養不良和全球糧食系統。 她創建了一個可擴展的框架，以了解糧食系統的路徑，並確定損失、分配和轉換。特別是，她希望了解是否有可能在不破壞環境的情況下養活不斷增長的人口。

## 職業生涯
瑞奇的職業生涯始於在愛丁堡大學擔任永續發展講師。她制定了以永續發展為重點的教學計劃。 離開愛丁堡大學後，她開始在牛津大學從事研究工作，在那裡她開發了數據視覺化來傳播訊息。
瑞奇的早期工作考慮的是糧食系統，以及如何調整糧食系統以實現永續發展目標。例如，她認為對於大多數糧食而言，運輸幾乎不會對碳足跡產生影響。2017年，瑞奇加入「Our World in Data」，擔任研究主管。在COVID-19疫情期間，瑞奇建立了Our World in Data COVID-19資訊儀表板。
2022年，Chatto & Windus宣布將出版瑞奇的第一本書《第一代》（The First Generation）。這本書探討了瑞奇對大規模解決問題和結束氣候變遷的樂觀態度。